# اشمر غرين (باركشير)
اشمر غرين (بالإنجليزية: Ashmore Green)‏ هي قرية تقع في المملكة المتحدة في جنوب شرق إنجلترا.